# Meta Forkel-Liebeskind
Meta Forkel-Liebeskind, née le 22 février 1765 à Göttingen et morte en 1853 à Eichstätt, est une femme de lettres et traductrice allemande. Elle fait partie des Universitätsmamsellen, un groupe de cinq femmes actives académiquement durant les XVIIIe et XIXe siècles, avec Thérèse Huber, Dorothea Schlözer, Philippine Engelhard et Caroline Schelling.